# Wildsteig
Wildsteig est une commune allemande, dans le Land de Bavière. C'est un village agricole de moyenne montagne comptant un millier d'habitants. Il se trouve au centre de la région du Pfaffenwinkel (le « Coin des Calotins ») entre l'Ammer et le Lech, en Haute-Bavière. Non loin de là se trouve l'église de pèlerinage de la Wies ainsi que les monastères de Rottenbuch, Steingaden et Ettal.
Wildsteig est aussi un centre de vacances bien situé sur la Route Romantique, la Route des prélats et la Route Roi Louis II. Ce village se trouve également sur la route du Pèlerinage de Saint-Jacques-de-Compostelle. On peut y effectuer de superbes promenades à pied, à vélo ou à cheval. L'hiver, des pistes de ski de fond (4,9 km, 8,9 km et 14 km) partent du village.

## Histoire
Le  toponyme vient du Moyen Âge. Il signifie « sentiers sauvages ». Ce village calme et proche de la nature vit de l'agriculture.
Wilsteig a fait partie des propriétés du monastère de Rottenbuch jusqu'à la sécularisation de 1803. C'est avec les réformes administratives de la Bavière en 1818 qu'elle est devenue une municipalité indépendante.

## Quartiers (Ortsteile)
Les quartiers et hameaux de Wildsteig sont Bichl, Hargenwies, Hausen, Holz, Ilchberg, Kreut, Linden, Morgenbach, Perau, Peustelsau, Rentschen, Schildschwaig, Schwaig, See, Soyermühle, Straubenbach, Unterbauern und Unterhäusern.

## L'église paroissiale Saint Jacques
L'église Saint-Jacques se trouve au centre du village. Si elle est connue dès le Moyen Âge, le bâtiment actuel remonte à 1785. Elle est construite dans le style rococo avec toutefois des éléments de classicisme. Elle fut construite avec l'aide du monastère tout proche de Rottenbuch.
À l'intérieur, on peut voir le travail des stucateurs de Wessobrunn Tassilo Zöpf und Franz E. Doll, des fresques dues au peintre de « Lüftlmalerei » d'Oberammergau Franz s. Zwinck.

## Galerie

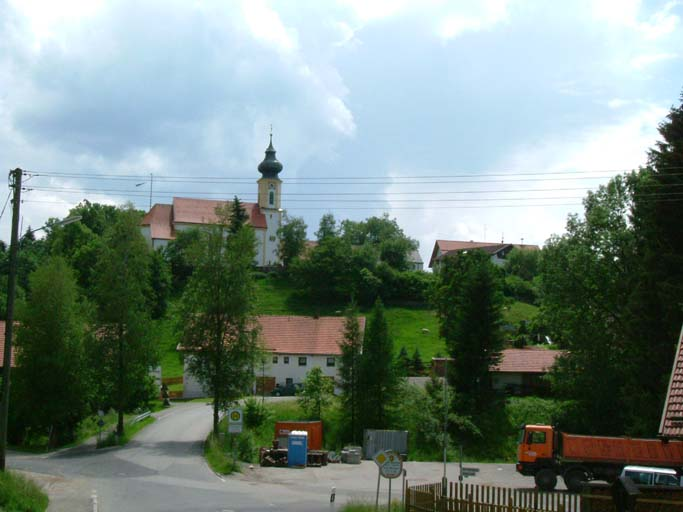
Entrée du village
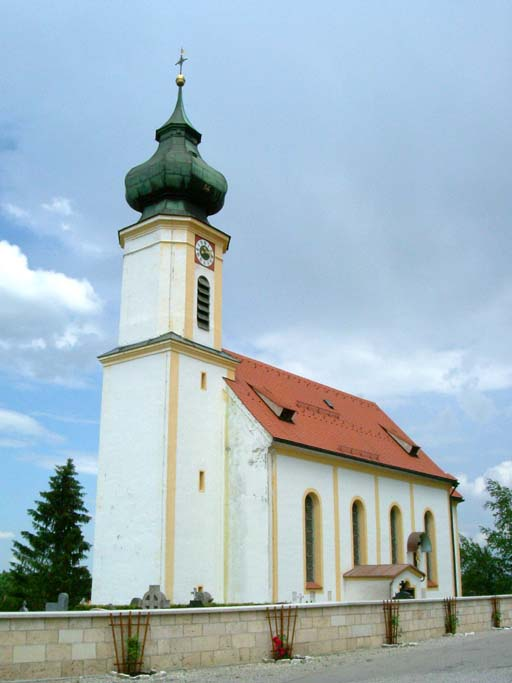
Église Saint Jacques
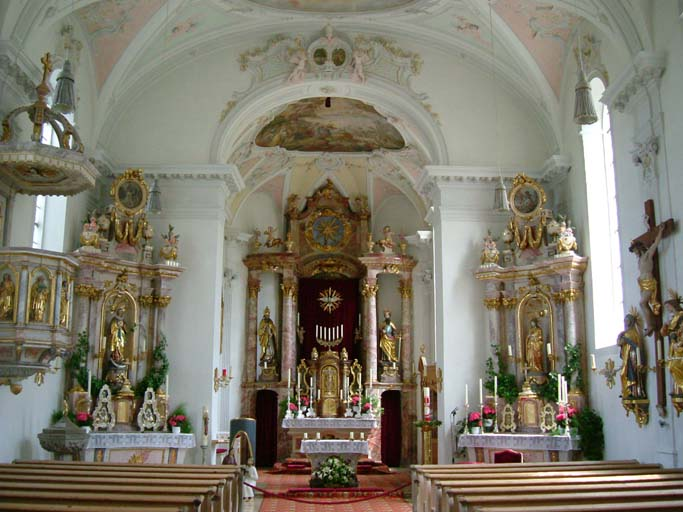
Église Saint Jacques : intérieur
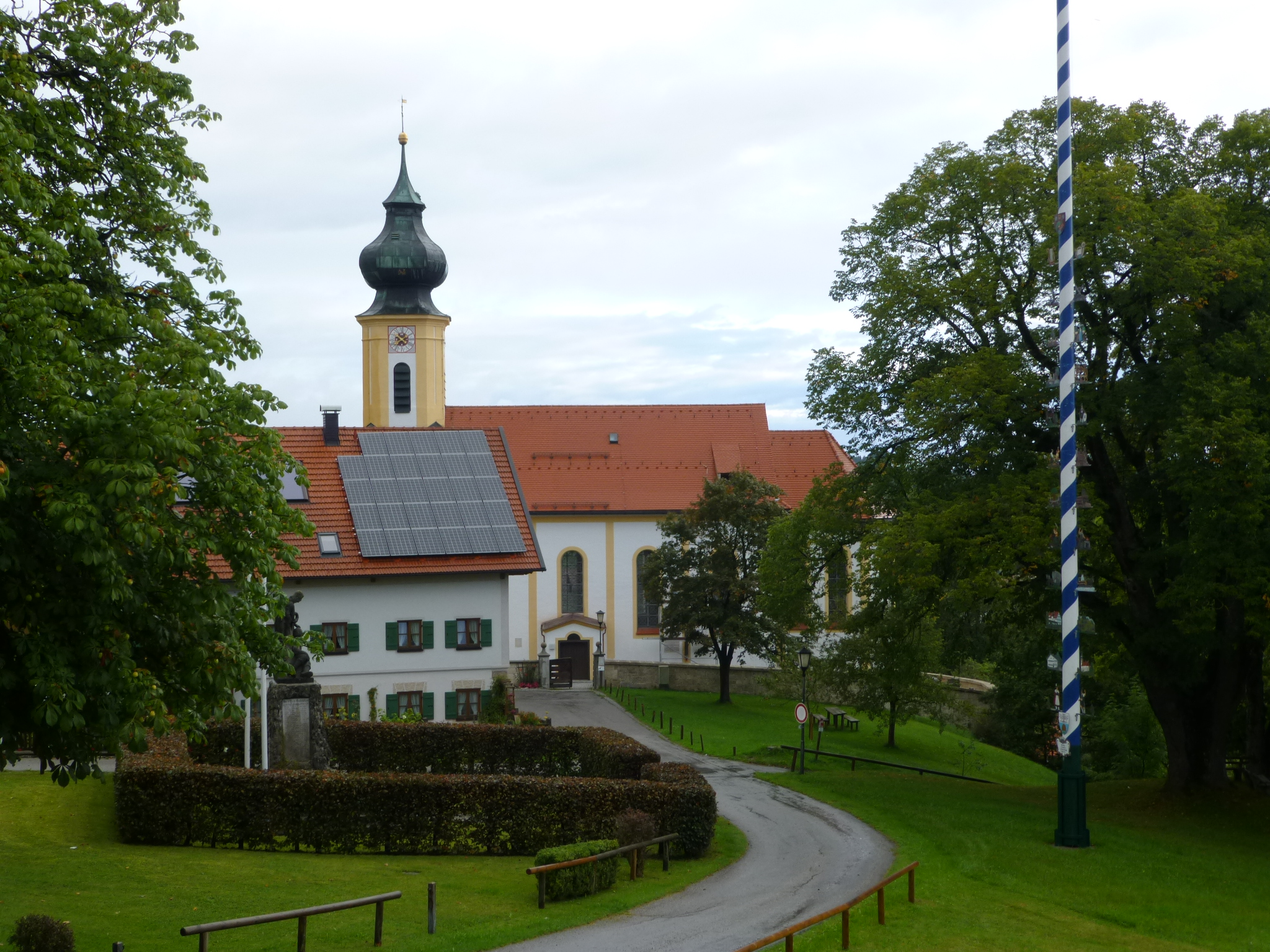
Vue depuis la Kirchbergstrasse
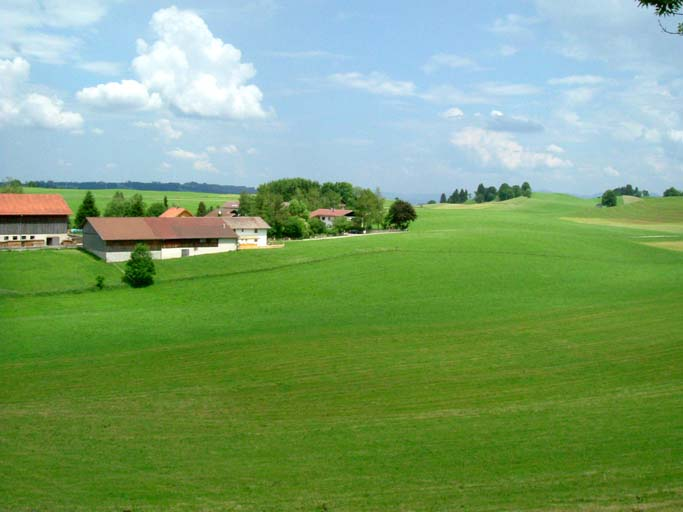
La campagne autour de Wildsteig

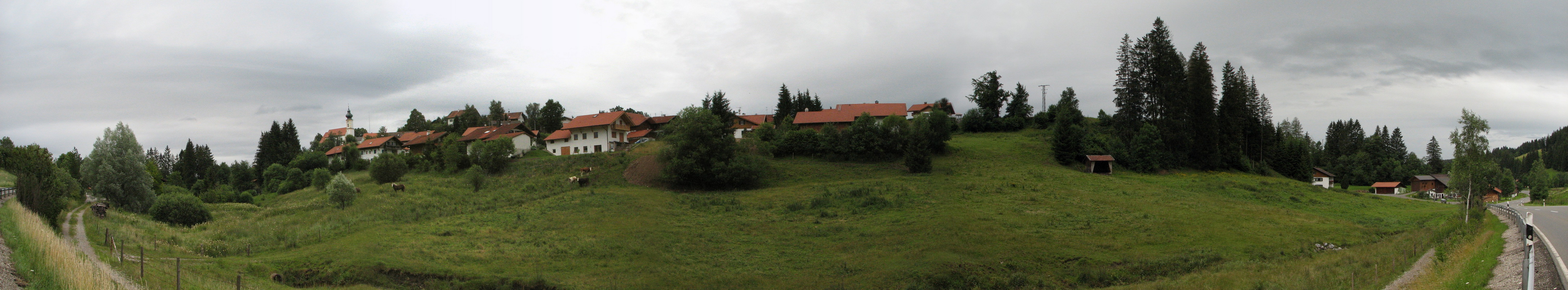
Panorama